# Horst-Rüdiger Jarck
Horst-Rüdiger Jarck (* 16. April 1941 in Bremen) ist ein deutscher Historiker und Archivar. Von 1989 bis zu seiner Pensionierung 2006 war Jarck Leiter des Staatsarchivs Wolfenbüttel.

## Leben
Jarck ist Sohn des Kreisoberamtsrats Hans-Heinrich Jarck. Nach dem Abitur studierte er an der Universität Marburg Latein und Geschichte. Am 2. Juli 1963 wurde er im Corps Teutonia zu Marburg recipiert. Als Inaktiver wechselte er an die Universität Freiburg und die Universität Kiel. Dort bestand er 1969 das Staatsexamen. Im selben Jahr wurde er mit einer Doktorarbeit über das Kloster Lilienthal in Kiel zum Dr. phil. promoviert. 1969 arbeitete er als Archivreferendar in Osnabrück und Marburg. Seit 1971 Archivassessor, war er im Staatsarchiv Bückeburg und ab 1976 im Staatsarchiv Osnabrück tätig. 1989 berief ihn das Staatsarchiv Wolfenbüttel als Leitenden Archivdirektor. Als Nachfolger von Günter Scheel modernisierte und erweiterte Jarck das Wolfenbütteler Archiv. Er publizierte mehrere Monografien zur Braunschweigischen Geschichte. 1994 übernahm Jarck den Vorsitz des Braunschweigischen Geschichtsvereins, dessen Ehrenmitglied er mittlerweile ist. Von 1992 bis 2007 war er zudem Herausgeber des Braunschweigischen Jahrbuchs, „seit 1902 das wissenschaftliche Organ für die Geschichte des Landes Braunschweig bzw. des Raumes Südostniedersachsen“. Am 3. Mai 2005 errichtete Jarck mit anderen die Stiftung Niedersächsisches Wirtschaftsarchiv Braunschweig.
Aus der 1975 mit Juliane Heydel geschlossenen Ehe gingen zwei Töchter hervor.

## Schriften (Auswahl)
- Urkundenbuch des Klosters Riddagshausen. Göttingen 2022, ISBN 978-3-8353-5144-8.
- Urkundenbuch des Kanonissenstifts Steterburg. Bearbeitet von Josef Dolle, Wallstein, Göttingen 2019, ISBN 978-3-8353-3456-4.
- Otto Bennemann (1903–2003). Von Milieu, Widerstand und politischer Verantwortung (= Braunschweigische Biographien. Band 3), Joh. Heinr. Meyer, Braunschweig 2015, ISBN 978-3-926701-88-6.
- mit Martin Grubert: Anwalt der Demokratie Heinrich Jasper (1875–1945). Ein politisches Leben in Braunschweig. Joh. Heinr. Meyer, Braunschweig 2009, ISBN 978-3-926701-78-7.
- Die Bestände des Staatsarchivs Wolfenbüttel (= Veröffentlichungen der Niedersächsischen Archivverwaltung). Vandenhoeck & Ruprecht, Göttingen 2005, ISBN 978-3-525-35545-9.
- Das Zisterzienserinnenkloster Lilienthal. Gründung, Verfassung und Stellung zum Zisterzienserorden (= Einzelschriften des Stader Geschichts- und Heimatvereins e. V. Band 21), Stade 1969.

Herausgeber
- Quakenbrück. Von der Grenzfestung zum Gewerbezentrum (= Osnabrücker Geschichtsquellen und Forschungen. Bd. 25). Stadt Osnabrück, Fromm, Osnabrück 1985, ISBN 3-9800335-3-8. Mit Beiträgen von u. a. Bölsker, Böning, Ebeling, Hauptmeyer, Hauschild, C. v.d. Heuvel, G. v.d. Heuvel, Meinz, Meyer, Mohrmann, Penners, Poppe, Scheuermann, Schlüter, Schröder, Schuler, Steinwascher, Wilbertz.
- mit Günter Scheel (Hrsg.): Braunschweigisches Biographisches Lexikon. 19. und 20. Jahrhundert. Hahn, Hannover 1996, ISBN 3-7752-5838-8.
- mit Gerhard Schildt (Hrsg.): Die Braunschweigische Landesgeschichte. Jahrtausendrückblick einer Region. Appelhans, Braunschweig 2000, ISBN 3-930292-28-9.
- mit Elke Niewöhner (Hrsg.): Brücken in eine neue Welt. Auswanderer aus dem ehemaligen Land Braunschweig (= Ausstellungskataloge der Herzog August Bibliothek. Band 76). Harrassowitz, Wiesbaden 2000, ISBN 3-447-04278-8.
- mit Dieter Lent u. a. (Hrsg.): Braunschweigisches Biographisches Lexikon. 8. bis 18. Jahrhundert. Appelhans, Braunschweig 2006, ISBN 3-937664-46-7.